# Lambda Boötis
Lambda Boötis (Xuángē (玄戈), 19 Boötis) é uma estrela na direção da constelação de Boötes. Possui uma ascensão reta de 14h 16m 23.18s e uma declinação de +46° 05′ 16.5″. Sua magnitude aparente é igual a 4.18. Considerando sua distância de 97 anos-luz em relação à Terra, sua magnitude absoluta é igual a 1.81. Pertence à classe espectral A0sh.